# Sketische Wüste

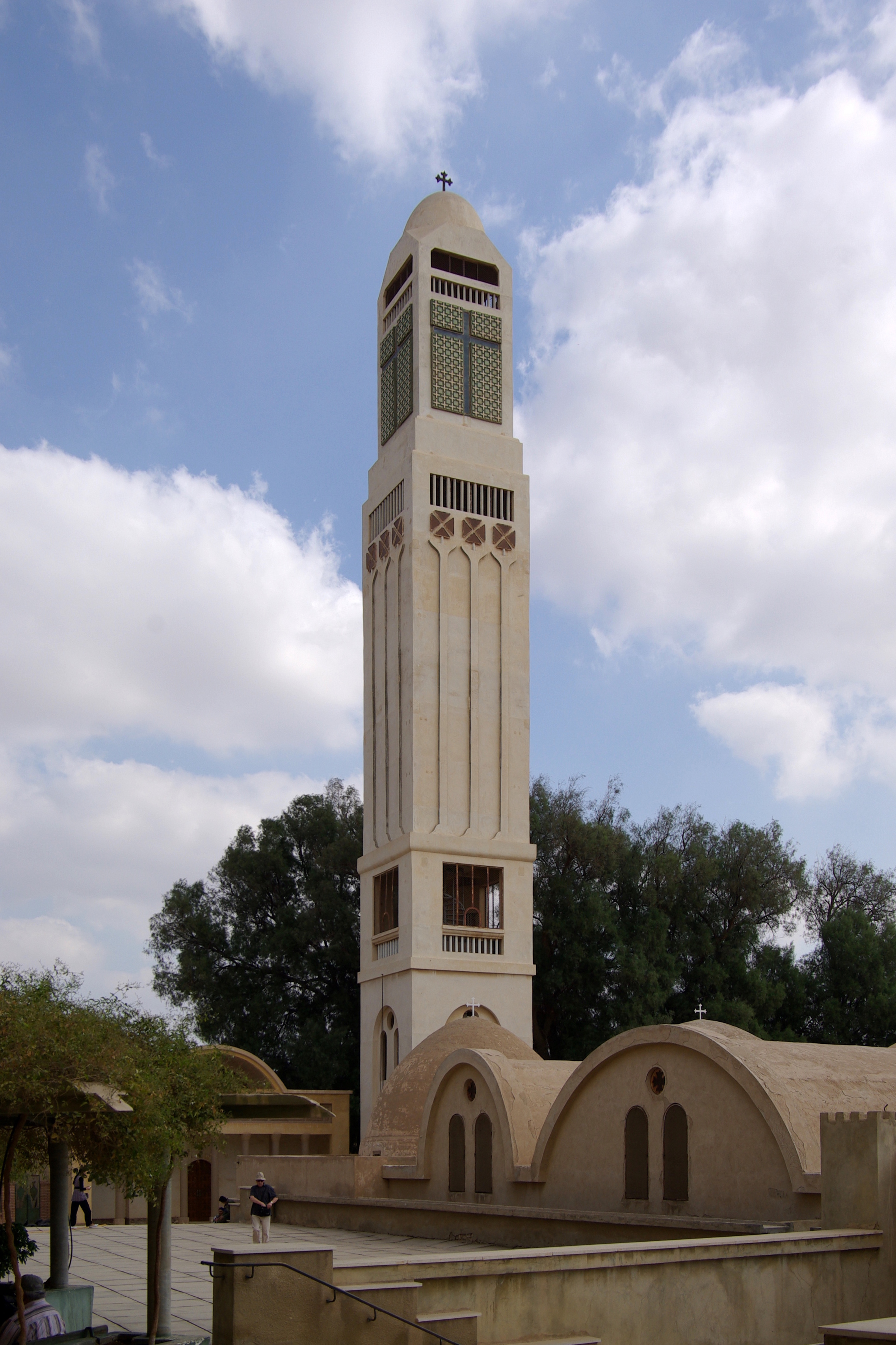
Kloster Dair Anbā Maqār

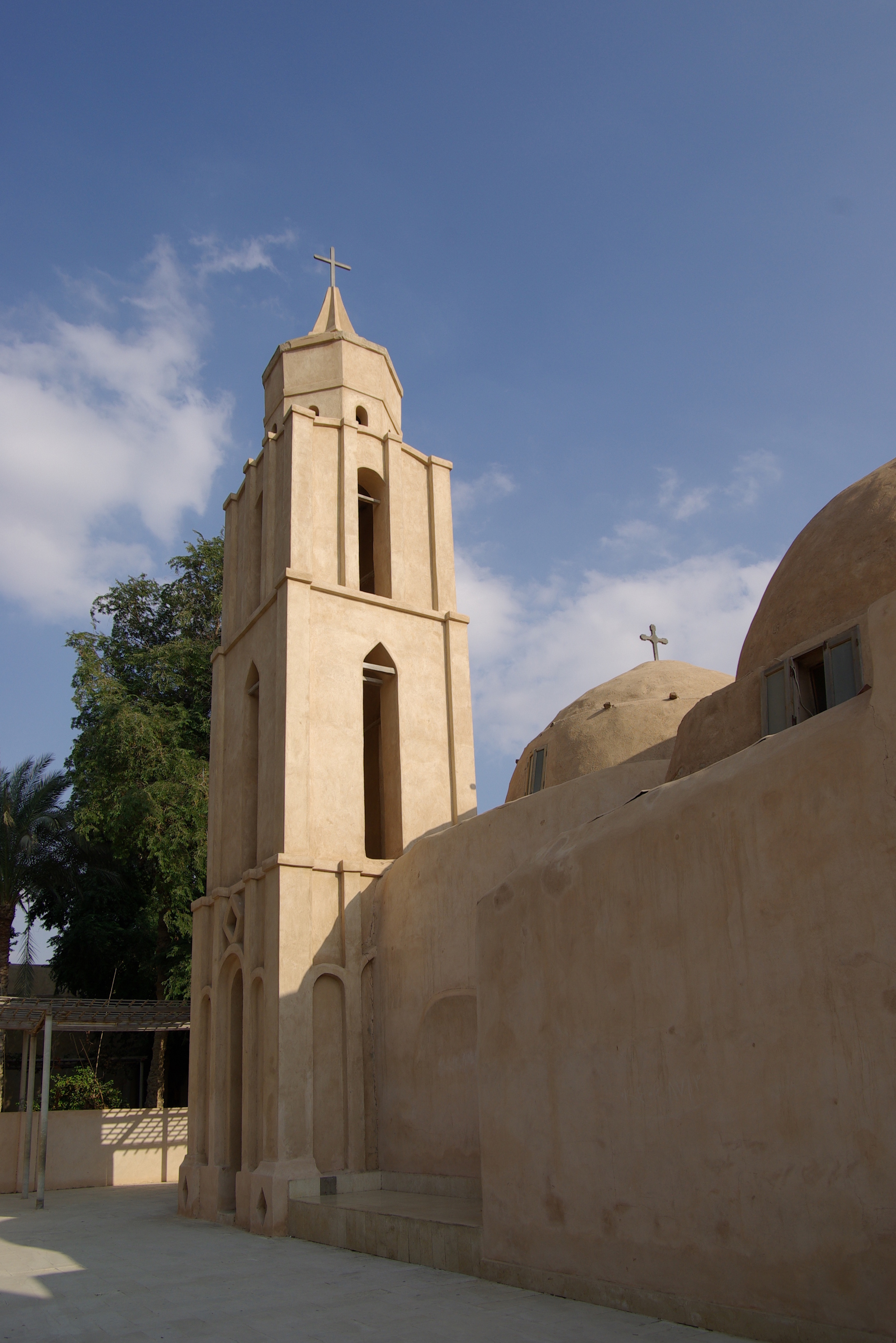
Kloster Dair Anba Bischoi

Die Sketische Wüste, auch als Skete oder Wüste Sketis bezeichnet, ist ein Wüstental (Wadi), das als Ausläufer der Sahara (Libysche Wüste) etwa 100 km südöstlich der ägyptischen Hafenstadt Alexandria und südwestlich des Nildeltas liegt, auf halber Strecke an der Autostraße nach Gizeh. Es ist auch als Wadi an-Natrun oder Wadi el Natrūn (arabisch وادي النطرون, DMG Wādī an-Naṭrūn ‚Natrontal‘) bekannt. Der Name Sketis wird im christlich-koptischen Verständnis als vom griechischen „Askese“ abstammend gedeutet, leitet sich aber vom altägyptischen Sechet-hemat (Salzfeld) ab. Dort war ein Zentrum der antiken Glasherstellung.

## Geschichte
Das Wadi an-Natrun erhielt seinen Namen als bereits in der Antike genutzter Abbauort von natürlich vorkommendem Natron aus Natronseen, das unter anderem zur Mumifizierung und zur Glasherstellung genutzt wurde. Das ägyptische Natron wurde von den Phöniziern über Alexandria in den Mittelmeerraum exportiert. Es war verhältnismäßig rein und enthielt mehr als 40 % Natriumoxid (Angabe wie in der Petrologie üblich auf Oxid bezogen, faktisch liegt aber Natriumcarbonat vor) und bis zu 4 % Calciumcarbonat. Von 30 v. Chr. bis 359 n. Chr. lag dort das Zentrum der ägyptischen Glasproduktion, hauptsächlich für den Export in das Imperium Romanum.
Die Sketis bei Nitria ist neben der Zellenwüste eines der Gebiete südwestlich des Nildeltas, wo sich in der zweiten Hälfte des 4. Jahrhunderts eine der Grundformen des christlichen Mönchtums entwickelte, nämlich die der Eremitengemeinschaft. Hierher zogen sich nach dem Vorbild des Heiligen Antonius Christen zurück, um der Welt in Askese zu entsagen. Unter ihnen befanden sich die Heiligen Arsenius, Makarios der Ägypter (der das geistige Zentrum dieser Einsiedlerkolonie darstellte) und Makarios von Alexandria, der der Gemeinschaft als Abt vorstand. Die Klöster waren immer wieder Überfällen der Berber und Beduinen ausgesetzt. Abbas Makarios führte das auf die Sünden der Mönche zurück; er sagte über die Verwüstung der Sketis zu den Brüdern: „Wenn ihr seht, daß nahe beim See ein Kellion gebaut wird, dann wisset, daß ihre Verödung nahe ist. Wenn ihr Bäume seht, dann steht sie vor der Tür, und wenn ihr Knaben seht, dann nehmt eure Mäntel und geht davon.“ (Apophthegmata 458)
Von der Bezeichnung leitet sich die weitere Bedeutung für den Begriff Skite ab, unter dem man unter anderem eine kleine Kapelle oder Kirche mit einigen separat umliegenden Einsiedler- oder Klausnerhäuschen versteht. Bereits bei den spätantiken Mönchsschriftstellern, die das Leben der Einsiedler beschrieben, wurde der Begriff Sketis auch als Sammelbegriff für die anderen Eremitensiedlungen im westlichen Nildelta verwendet.
Heute befinden sich in diesem von der Autobahn Alexandria–Kairo durchschnittenen Wüstental noch vier Klöster:
- Kloster des hl. Makarios – Dair Anba Maqar
- Kloster des Boromäos – Dair al-Baramus
- Kloster der Syrer – Dair as-Suryan
- Kloster des hl. Pischoi – Dair Anba Bischoi